# Geranomyia snyderi
Geranomyia snyderi är en tvåvingeart. Geranomyia snyderi ingår i släktet Geranomyia och familjen småharkrankar.

## Underarter
Arten delas in i följande underarter:
- G. s. chichiensis
- G. s. snyderi